# Tell Tayinat

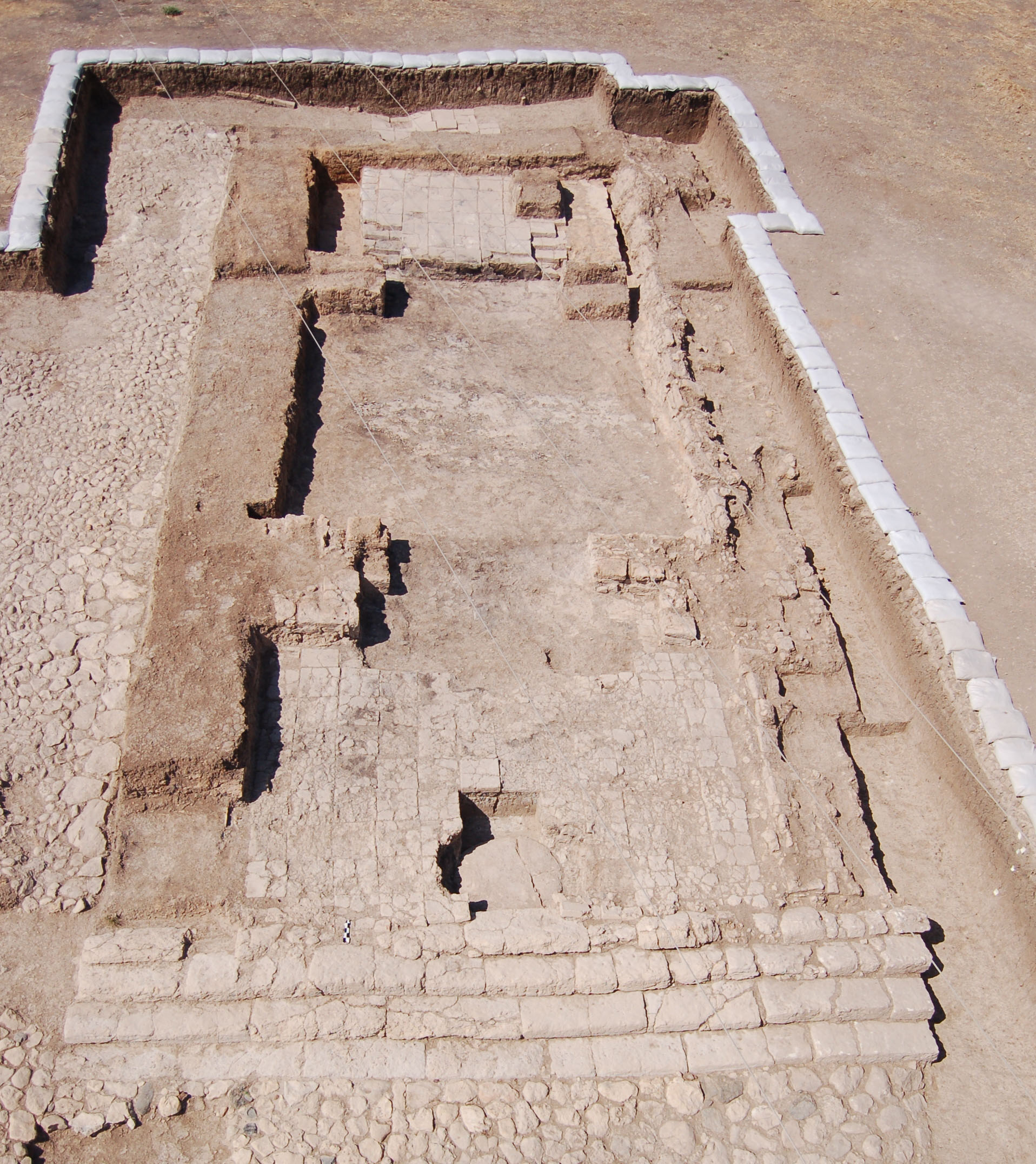
Temple de l'âge du fer

Tell Tayinat (ou Tell Tay'inat) est un tell de basse altitude situé sur la rive est de l’Oronte, dans la province de Hatay, dans le sud-est de la Turquie, à environ 25 kilomètres au sud-est d’Antakya (ancienne Antioche). Il est situé le long de la limite sud-ouest de la vallée d'Amuq. Le site se trouve à environ 800 mètres de Tell Atchana, le site de la ville antique d’Alalakh. C'est un emplacement possible de la ville de Calneh mentionné dans la Bible hébraïque. Il s'agit probablement de Kinalua, la capitale de l’ancien royaume néo-hitte de Palistin. 

## Histoire

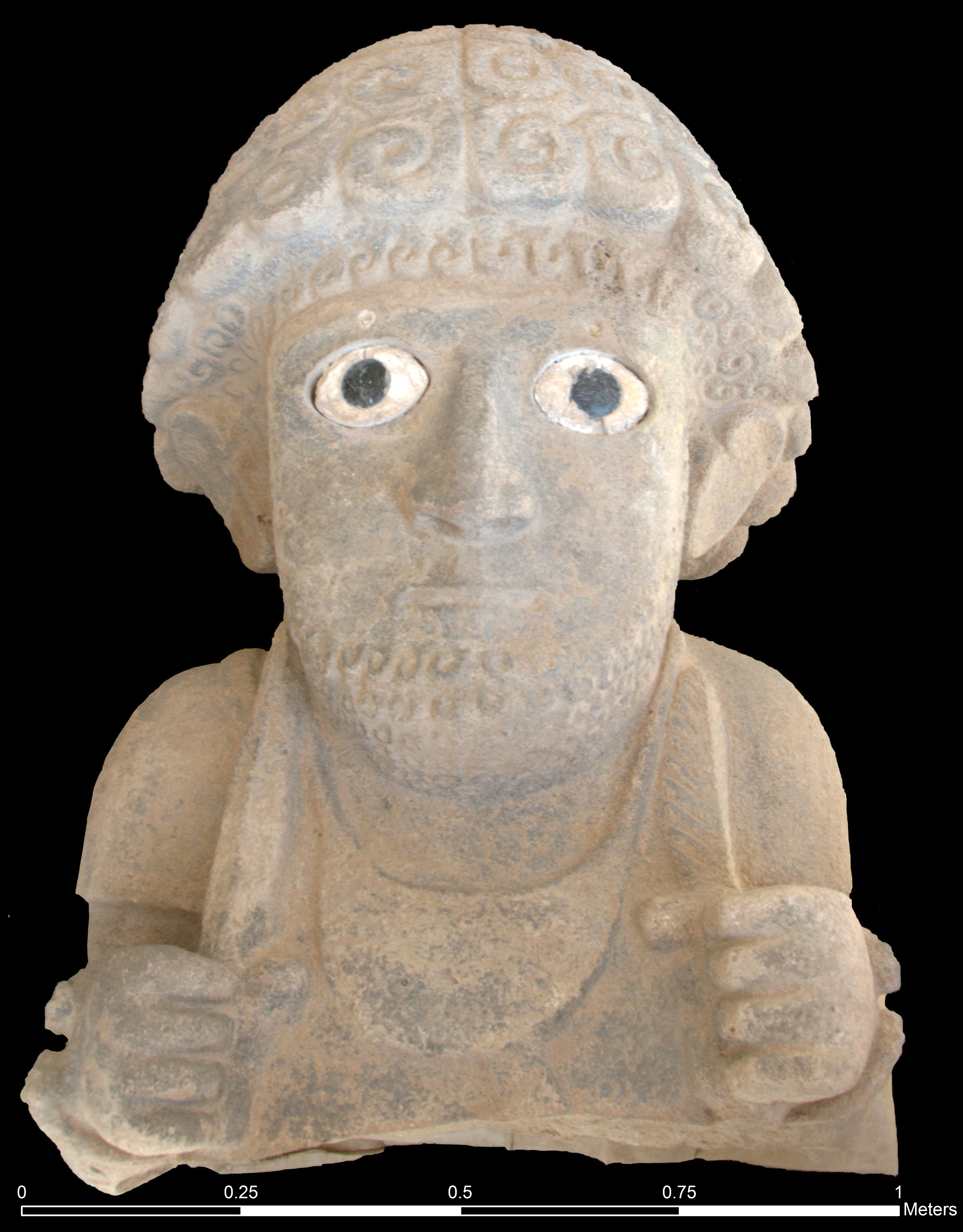
Portrait de Suppiluliuma

Le site abrite les vestiges d'un centre urbain majeur dont la périodisation se divise en deux phases distinctes, au début de l'âge du bronze et au commencement de l'âge du fer. La céramique polie rouge-noire (Red-Black Burnished Ware)a été trouvée en grande quantité à partir des niveaux II et III. Ce type de poterie se raréfie jusqu'à la fin de la dernière phase de l'âge de bronze primitif. Elle est sans doute influencée par la culture kouro-araxe, qui arrive dans cette région vers 3000 ans avant notre ère.
Au début de l'âge du fer, le site correspond sans doute à l'antique Kinalua, capitale de l'une des cités-royaumes néo-hittites et araméennes de Walistin (araméen) ou de Palistin (néo-hittite). 
Les dirigeants de Kinalua ont continué à porter des noms royaux hittites au VIIIe siècle av. J.-C. Lors de la première conquête assyrienne dans les années 870 av. J.-C., les vainqueurs pillèrent la cité, emportant l'argent et de l'or, 100 talents d'étain, indispensables à la fabrication du bronze, et 100 talents de fer, 1000 bœufs et 10000 moutons, des robes en lin ainsi que des canapés et lits décorés, ainsi que dix chanteuses, la nièce du roi et des animaux.

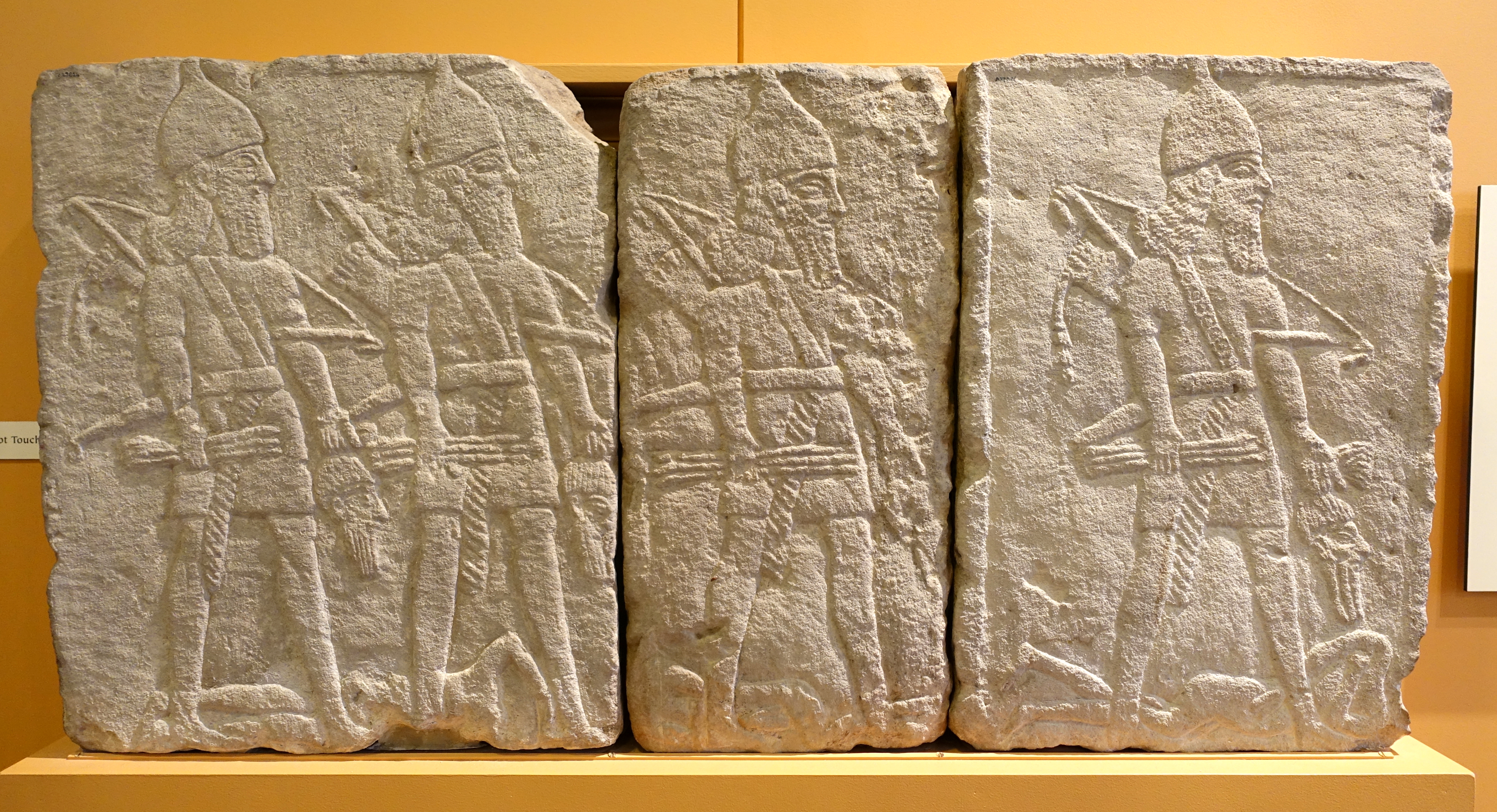
Orthostate avec des guerriers assyriens, Tell Tayinat, vers 738 av. J-C.

## Archéologie
Des fouilles archéologiques sont menées par l'Oriental Institute de l'Université de Chicago de 1935 à 1938, dirigées par Robert John Braidwood,. L'une des découvertes clés consiste dans le temple dont le plan rappelle celui du roi Salomon décrit dans l'Ancien Testament. Plusieurs grands palais du style bit hilani ont également été mis au jour. En 1999, l'Institut oriental est retourné sur le site pour mener une enquête et examiner les fouilles initiales.
Une équipe de l’Université de Toronto a entrepris de nouvelles fouilles sur le site en 2004, après un sondage effectué en 2003. Les fouilles qui ont eu lieu à l’été 2005 ont mis au jour des temples de l’âge du fer primitif ainsi qu’un temple bit-hilanis du milieu l'âge de fer. Une quantité importante de matériel antérieur de l'âge du fer I a également été découverte, ainsi que de petites quantités de matériel de l'âge du bronze ancien Les découvertes incluent en outre un temple important de l'âge du fer, plusieurs tablettes cunéiformes du Ier millénaire avant notre ère et des structures initiales de l'ancienne occupation de l'âge du bronze.
En août 2012, une équipe de l'Université de Toronto a révélé l'existence d'une statue anthropomorphe, à la taille et au torse intacts. Les restes mesurant environ 1,5 mètre de hauteur, suggérant une hauteur totale de 3,5 à 4 mètres. La figure est barbue avec des yeux en pierre noire et blanche. Les cheveux sont coiffés en une série élaborée de boucles disposées en rangées. Les bras sont dirigés vers l'avant, chacun ayant deux bracelets ornés de têtes de lion. La main gauche du personnage tient un faisceau de blé, la main droite tient une lance. La poitrine est ornée d'un pectoral en forme de croissant. Une longue inscription en hiéroglyphe louvite écrite en relief traverse le dos. Elle mentionne les réalisations et les campagnes du roi Suppiluliuma. Il s'agit dans doute d'un des membres de la coalition qui, en 858 av. J.-C., s'est battue contre l'invasion assyrienne de Salmanazar III.
En août 2017, une statue féminine majestueuse au visage endommagé fut découverte près d'une porte monumentale de la citadelle de Kunulua. Timothy Harrison évoque la possibilité que les femmes aient joué un rôle plus important dans la vie politique et religieuse de ces premières communautés de l'âge du fer que ne le suggère la documentation actuelle,.